# 2024年南非大选
2024年南非大選在2024年5月29日舉行，以便在每個省選舉新的國民議會及省級立法機構。這是自1994年種族隔離制度結束以來，南非舉行的第七次大選。這次大選會決定誰將成為下一任南非總統。
大选结果显示，執政的非洲人國民大會雖然贏得國民議會的最多席位，仍为最大党派，但得票率減少至40.18%，首次不足过半多数，這是非國大在1994年種族隔離結束後以來大選的最低得票率，且也是其首次无法单独组建多数派政府，只能寻求与其它党派组建联合政府或自行组建少数派政府。官方反對黨民主聯盟赢得87席，而前总统雅各布·祖马于2023年组建的新政党民族之矛，则赢得58席，一举成为国民议会第三大党。
2024年6月14日，非洲人國民大會、民主聯盟、因卡塔自由黨和爱国联盟同意組建聯盟政府，並再次選拉瑪佛沙為南非總統。

## 背景
現任總統西里爾·拉馬福薩於2月20日宣布，選舉日期定為2024年5月29日。
在選舉前，民調顯示非洲人國民大會的支持率大幅下降，預示著可能會出現懸峙議會。在2021年南非地方選舉中，非洲人國民大會的總得票率首次低於50%，這也是自種族隔離結束以來首次。同時，在關鍵城市如茨瓦內（普利托利亞）、約翰尼斯堡、埃庫魯萊尼和德班的支持率也有所下降。非洲人國民大會保住了對德班的控制權，而民主聯盟則通過多數派政府和少數派政府分別取得了對約翰尼斯堡和埃庫魯萊尼的控制權。此外，民主聯盟還在茨瓦內組建了多數派政府，自2016年以來一直在該地執政。
2023年初，非洲人國民大會和經濟自由鬥士在約翰尼斯堡和埃庫魯萊尼組成“全國聯盟”，兩黨分別擔任市政委員會職位，同時選舉一位來自少數黨的市長。2023年4月，考慮到全國聯盟的可能性，民主聯盟領袖約翰·斯廷黑森呼籲“志同道合”的政黨聯合起來，以防止“末日聯盟”的形成。

### 民族之矛
2023年12月16日，前總統雅各布·祖馬宣布退出非洲人國民大會，指責該黨及現任總統拉馬福薩是“白人壟斷資本的代理人”。他還稱非洲人國民大會是“賣國賊”和“種族隔離合作者”。同時，他宣布成立以非洲民族議會種族隔離時代的軍事翼命名的政黨——民族之矛。後來，非洲人國民大會對民族之矛在南非選舉委員會的註冊提起訴訟，但該訴訟於2024年3月26日被南非選舉法院以“缺乏證據”駁回。非洲人國民大會還計劃對該黨以歷史性的命名提出訴訟。根據民意調查，民族之矛有望在選舉後成為造王者。
2024年3月28日，由於先前的刑事定罪，選舉委員會禁止祖馬參加選舉。民族之矛對這一裁決提出上訴，祖馬的律師認為該定罪屬於民事性質。4月9日，選舉法院推翻了這一決定，允許祖馬參選。4月12日，選舉委員會宣布將向憲法法院尋求針對第47-1-e條款的解釋，該條款被用來支持最初的反對意見。4月30日，警方開始調查民族之矛是否偽造簽名以註冊參加選舉。5月20日，憲法法院裁定祖馬因刑事定罪而無資格參選。儘管如此，他仍被允許為民族之矛競選，並且作為黨領袖，他的名字仍保留在選票上。

### 多黨憲章（英语：Multi-Party Charter）
在選舉前夕，民主聯盟、因卡塔自由黨、自由陣線加、行動聯盟和其他三個政黨簽署了一份名為《多黨憲章》的協議，旨在對抗非洲國民大會長達三十年的統治以及經濟自由鬥士、民族之矛和愛國聯盟的崛起，呈現一個統一的陣線。光譜國家黨、埃赫圖人民黨和失業國家黨加入了《多黨憲章》，但未能達到獨立選舉委員會要求的參選國民議會席位的最低簽名數。2023年10月7日，非洲基督教民主黨加入了憲章。進入選舉時，憲章成員在國民議會中擁有400個席位中的112個。在2024年選舉中，憲章內的政黨共贏得了國民議會400個席位中的119個，比之前增加了7個席位。2024年6月6日，行動聯盟宣布退出《多黨憲章》，這一決定使憲章的席位數從119個減少到113個。

### 投票率
自從種族隔離結束以來，選民投票率一直在下降，當時有86%的合格選民參加投票。本次選舉中，有2700萬人有資格投票，其中55%是女性，而30至39歲之間的選民註冊率最高。這次國內僅有58%的註冊選民參加了此次選舉投票。

## 選舉制度
南非採用議會制政府。然而，與其他採用議會制的國家相比，南非總統的角色較為特殊。作為國家元首，南非總統同時也是擁有行政權力的政府首腦，兼具行政與禮儀職能，這在議會制國家中並不常見。
2020年6月，南非憲法法院在新國家運動訴南非總統案中裁定，選舉法未能允許無黨籍候選人參加全國及省級選舉，宣布此法違憲。自普選制實施以來，國民議會的400個席位通過比例代表制和封閉式名單選出，其中200席來自全國名單，另200席則來自九個省的名單。為實現最大比例代表性，全國名單席位的分配方式為，將各黨在省級贏得的席次從全國配額中扣除。該過程採用德魯普配額法的最大餘額變體。與此類似，省議會的選舉亦使用封閉黨派名單比例代表制。
2021年2月，南非內政部長亞倫·莫索阿萊迪成立了一個專家諮詢委員會，由瓦利·穆薩擔任主席，旨在為選舉制度改革提出建議。儘管委員會內部存在分歧，但最終以微弱多數支持採用混合比例代表制，即一半席位由單一選區選舉產生，另一半由全國黨派名單分配。由於《選舉修正法案》的通過過程引發爭議，法案中特別新增了一項審查條款，計劃設立選舉改革諮詢小組，為未來的選舉制度改革提供進一步指導。

### 地區選票
在南非全國選舉中，選民需填寫兩張主要選票：地區選票和全國選票。此外，還有一張專門用於選舉省級議會議員的選票，三張選票在同一天進行投票。地區選票的功能是選出來自全國九個省份的國民議會代表，並採用比例代表制，根據候選人或政黨的得票數分配議席，從而確保結果的公平性與代表性。
各省國民議會代表席次:
| 省分            | 席次 |
| --------------- | ---- |
| 東開普省        | 25   |
| 自由邦省        | 10   |
| 豪登省          | 47   |
| 夸祖魯-納塔爾省 | 41   |
| 林波波省        | 20   |
| 姆普馬蘭加省    | 15   |
| 西北省          | 13   |
| 北開普省        | 5    |
| 西開普省        | 24   |
| 總共            | 200  |

### 國民議會和省級立法機構的選舉
2023年4月17日，南非進一步推動選舉制度改革，總統西里爾·拉馬福薩正式簽署《選舉修正法案》。新法案首次允許獨立候選人參選國民議會與省級議會，同時保留現有的比例代表制。在國民議會400席位中，200席將由全國政黨名單產生，另200席則由各省的政黨和獨立候選人競選產生。在省議會層面，則繼續採用現行的多席位比例代表制。此次選舉中，選民需填寫三張選票：第一張用於選全國名單議員，第二張選出來自各省的國民議會議員，第三張則選省級議會代表，為選舉過程增添了新的層次。

### 選舉總統和省長
在選舉後，南非的國民議會將負責選舉國家總統。根據規定，總統候選人必須在選舉時為國民議會成員，但當選後需辭去議會席位以履行總統職責。同樣，各省的省長也將由各省議會選舉產生。

### 全國省級事務委員會
在立法層面，全國省務委員會由90名成員構成，每個省議會根據內部比例選舉10名代表，這些成員將於國民議會首次會議後次日正式宣誓就職。

## 選舉議題

### 醫療問題
2024年5月15日，在選舉前兩週，總統拉馬福薩簽署了《國家健康保險法案》，設立了一個國家健康保險基金，旨在讓更多南非人能夠獲得私人醫療服務。該法案的目標是最終逐步淘汰私人醫療，並由保險法案成為唯一的醫療保險購買者和提供者。民主聯盟強烈反對該法案，認為這可能導致大幅加稅和因非洲人國民大會“幹部部署”而產生的腐敗問題，並承諾將在法院對該法案提出挑戰。
該法案備受爭議，因為它將限制人們購買私人健康保險來支付醫療費用的能力。此外，政府尚未公佈保險法案計劃的官方成本數據，這引發了人們的擔憂，認為這可能會加劇南非在提供電力和水等公共服務方面的持續困境。

### 非法移民
南非公眾將許多社會經濟問題歸咎於非法移民。行動聯盟、因卡塔自由黨、非洲轉型運動和愛國聯盟等幾個政黨呼籲加強邊境管制，以應對未經證件的移民對公共服務和資源造成的壓力。這一立場在國內非常受歡迎，因為該國歷來在應對排外的自發暴力（如杜杜拉行動）方面一直面臨挑戰。

### 腐敗問題
調查國家劫持指控的司法調查委員會，俗稱宗多委員會，於2022年6月完成其工作並向總統提交了最終報告。該委員會花費了南非納稅人“近10億蘭特”。影子世界調查局的調查員保羅·霍爾登在證據中指出，國家劫持給南非經濟造成了至少490億蘭特的損失。
在2024年的選舉宣言中，非洲人國民大會聲稱，根據宗多委員會的建議，“應該要制定法律、機構和措施，以減少任何形式和規模的腐敗可能性。”民主聯盟則將腐敗和國家劫持的責任完全歸咎於非洲國民大會，並表示將“通過解散鷹派並建立新的第九章機構，即反腐敗委員會，來設立一個真正獨立的反犯罪和反腐敗單位，該委員會只對國民議會負責。”經濟自由鬥士提議修改憲法，將“國家檢察機關設為第九章機構，對議會負責。”
非洲人國民大會因暫時包括四名在3月11日被指控涉嫌前總統祖馬政府腐敗調查的部長（齊齊·科德瓦、馬盧西·吉加巴、戴維·馬赫洛博和圭德·曼塔謝）而受到批評，這些指控有待黨內審查的最終結果。同樣的問題導致另外14名官員被取消資格或未被列為候選人。

### 土地改革
非洲人國民大會提議修改南非憲法第25條，但在國民議會中以204票贊成、145票反對、0票棄權未獲通過。該法案需要三分之二多數才能通過。民間社會組織也質疑該修正案的合憲性，因為它試圖實施無償土地徵用。非洲人國民大會和經濟自由鬥士都堅持無償徵用是必要的。民主聯盟、自由陣線加、非洲基督教民主黨和因卡塔自由黨則反對非洲人國民大會通過徵用修正案法案重新推動徵用的嘗試。
無償徵用的舉措主要被框架為解決種族不公的方案。南非政府的報告顯示，白人擁有72%的農場和農業用地，而黑人通常只負責該國農業產出的5%到10%。
非洲人國民大會將當前政策視為繼續履行納爾遜·曼德拉的承諾，即將30%的土地歸還給黑人南非人。目前，非洲人國民大會希望在2030年前實現這一目標。在選舉宣言中，非洲人國民大會聲稱他們將“加速土地改革和再分配，以減少資產不平等，保障土地使用權，提高糧食安全和農業生產，促進農村和城市發展，並提供更多的住房機會。”
經濟自由鬥士黨與非洲人國民大會持有相似的立場。在其宣言中，經濟自由鬥士列出了其政策的七大支柱。第一條明確支持徵用，表述為“無償徵用南非的土地，以實現均等使用的再分配。”而在徵用問題上，經濟自由鬥士和非洲人國民大會大多保持一致。其領袖朱利葉斯·馬勒馬強調，“當我們談論經濟自由時，我們指的是黑人擁有生產性的農場。”
民主聯盟則反對無償徵用政策，認為徵用的企圖違反了憲法第25條。第25條規定，只有在符合公共利益的情況下，土地才可以補償的方式被徵用。該黨稱通過徵用立法的企圖是“毀滅性的”，“對我們憲法價值的攻擊”，以及“過時的”。

### 能源危機
自2007年以來，由於國家公用事業公司Eskom的問題，滾動停電或稱“負荷削減”一直在發生。然而，自2020年以來，停電的頻率大幅增加。非洲人國民大會對停電問題的處理方式引起了普遍不滿。一項2023年的調查顯示，24%的選民曾經支持非洲國民大會，但如果問題得不到解決，他們將轉向其他政黨。
各政黨對此問題持不同立場。非洲人國民大會承諾將創造1250萬個新工作，其中很大一部分將致力於清潔能源轉型和現代化國家的電力系統。非洲人國民大會還將停電和能源危機與環境正義和氣候變化聯繫起來，聲稱其能源轉型平台也是向更清潔經濟轉型的一部分。在非洲人國民大會的選舉宣言中，該黨承諾“建立合作夥伴關係，以擴展具有重大潛力的國內產業，創造可持續的就業機會……例如能源。”此外，該黨將清潔能源轉型視為解決能源危機的關鍵。轉型的一部分包括擺脫目前因煤炭而面臨負荷削減的電力系統。然而，非洲人國民大會歷來對於轉向新能源（如可再生能源）持有抵觸態度。
民主聯盟主要將能源危機歸咎於非洲人國民大會，指出國家使用了“過時”的控制和監管模式。若能組建政府，民主聯盟打算減少對能源部門的政府控制。以西開普省為案例，民主聯盟表示他們擁有成功的能源解決方案平台。他們主張，最近在該地區簽訂的建設新型太陽能發電廠的合同就是這一點的證據。他們的能源平台大部分涉及去管制化和減少對私營企業的稅收。
經濟自由鬥士黨以馬克思主義和黑人民族主義的視角來看待這一問題。該黨呼籲結束斯康的私有化，同時主張私人部門應參與新電力的生成，以及將控制權移交給“大多數黑人”。

### 犯罪問題
根據南非警察局2023-24財政年度第二季度的犯罪統計數據，報告的接觸犯罪（南非警察局將其定義為“針對個人的犯罪”）相比去年增加了3,391起（增長2.1%）。其中，未遂謀殺案的年增幅最高，達到12.3%。本季度報告的接觸犯罪總數為165,909起。謀殺率每天有77人被謀殺，而同期報告了160起意圖造成嚴重身體傷害的襲擊案件。在選舉前，政治暴力據報有所上升，特別是在夸祖魯-納塔爾省。
行動社會表示，“如果當前的謀殺趨勢繼續下去，未來12個月內至少將有31,000人被殺害……南非政府已經失去了控制……”

### 居住問題
在南非，住房不足一直是一個重大問題。根據2022年5月的議會報告，自1994年以來，人類住區部門共建造了340萬個住房單位。各省和市政府另提供了130萬個“服務地塊”。對人類住區部部長的國會質詢顯示，截至2023年2月，全國住房需求登記冊上共註冊了2,456,773個家庭。在開普敦，市政府的住房需求登記冊上有375,150個家庭。
在2024年3月24日對人類住區部部長的議會質詢中，她表示，在2019年1月至2024年1月的五年內，其部門共建造了245,587套住房。

### 幹部調配
非洲人國民大會一直以來奉行一項政策，即在政府機構中安插對非洲人國民大會忠誠的人士。宗多委員會發現，這種幹部部署在貪污中扮演了重要角色，甚至指出這種做法是「非法且違憲的」。
2024年2月12日，憲法法院裁定，非洲人國民大會須在五天內向民主聯盟交出自2013年1月1日起的幹部部署紀錄。民主聯盟目前公布的文件中包括一份宣誓書，該宣誓書由非洲人國民大會副秘書長辦公室的戰略支持經理塔佩羅·馬西萊拉簽署，聲明一臺存有部署委員會相關資料的筆記型電腦「當機，且硬碟上的數據已丟失」。2024年2月23日，民主聯盟領袖約翰·斯廷黑森在新聞發布會上表示，「遺失的筆記型電腦、遺失的會議記錄、總統拉馬福薩個人設備上的WhatsApp訊息，這些都與現代世界的運作方式完全不符」，顯示出民主聯盟不相信非洲人國民大會完全遵守了憲法法院的命令。

### 外交政策
拉馬福薩表示，南非與以色列在國際法院之間的案件可能會導致外國干預大選。

#### 《非洲增長與機會法案》
南非與俄羅斯和中國的軍事合作，以及可能與伊朗的合作，已使該國面臨失去通過《非洲增長與機會法案》進入美國市場的優惠待遇的危險。多位美國國會議員對南非對美國利益的潛在威脅表示擔憂。作為回應，反對黨領袖斯廷黑森率領代表團前往美國，主張「非洲人國民大會並不代表南非」，以減少可能被取消《非洲增長與機會法案》資格的風險。隨後，西開普省省長艾倫·溫德及其省代表團也前往美國，詳述這一損失可能對該省農業產生的影響。西開普省省議會反對黨領袖卡梅倫·達格莫爾（非洲人國民大會）指責省政府浪費公帑，稱「這次行程是民主聯盟為了在2024年大選中爭取支持而製造特定敘事的絕望之舉」。

### 開普敦獨立（英语：Cape independence）
自由陣線和公投黨在選舉中以開普省獨立作為其政策的一部分。公投黨於2023年11月成立，作為一個單一議題政黨，旨在通過施壓西開普省民主聯盟政府，促使其在任何潛在的聯盟協議中舉行關於西開普省獨立的公投。開普省獨立黨曾在2009年和2019年參選，但未能進入國家選票或西開普省省選票，而公投黨成功進入了所有三個選票。

## 競爭激烈的省份

### 豪登省
豪登省是南非人口最多的省份，也是該國的經濟中心。2019年，非洲人國民大會僅以50.19%的得票率勉強保住該省。民主聯盟希望由他們的省長候選人索利·姆西曼加贏得豪登省。豐齊·恩戈貝尼是行動聯盟的省長候選人，而非洲人國民大會的候選人則是現任省長帕尼亞扎·萊蘇菲，結果萊蘇菲以絕對多數當選。

### 夸祖魯-納塔爾省
夸祖魯-納塔爾省是南非人口第二多的地區，也是南部非洲物流和經濟的樞紐。近期民調顯示，民族之矛在此地區的支持率顯著上升，最終以45.9%的選票領先其他政黨，而非洲人國民大會的支持率則跌至17.6%。在此次選舉中，民主聯盟提名的克里斯托弗·帕帕斯、因卡塔自由黨的塔米·恩圖利，以及非洲人國民大會的斯邦吉塞尼·杜馬均參與競逐，但民族之矛的崛起成為亮點。

### 西開普省
在西開普省，民主聯盟憑藉其穩定的支持基礎再次獲勝。自2009年起該黨已連續執政，並由現任省長艾倫·溫德領軍，在2024年的選舉中以53%的得票率成功保住對該省的控制權，繼續成為唯一未被非洲人國民大會掌控的省份。

### 北開普省
儘管早些時候預測非洲人國民大會將在該省保持絕對多數地位，但在該省成為第一個 100% 選票清點的省份後，其最終得票率僅為 49.3%沒有過半。

## 民意調查

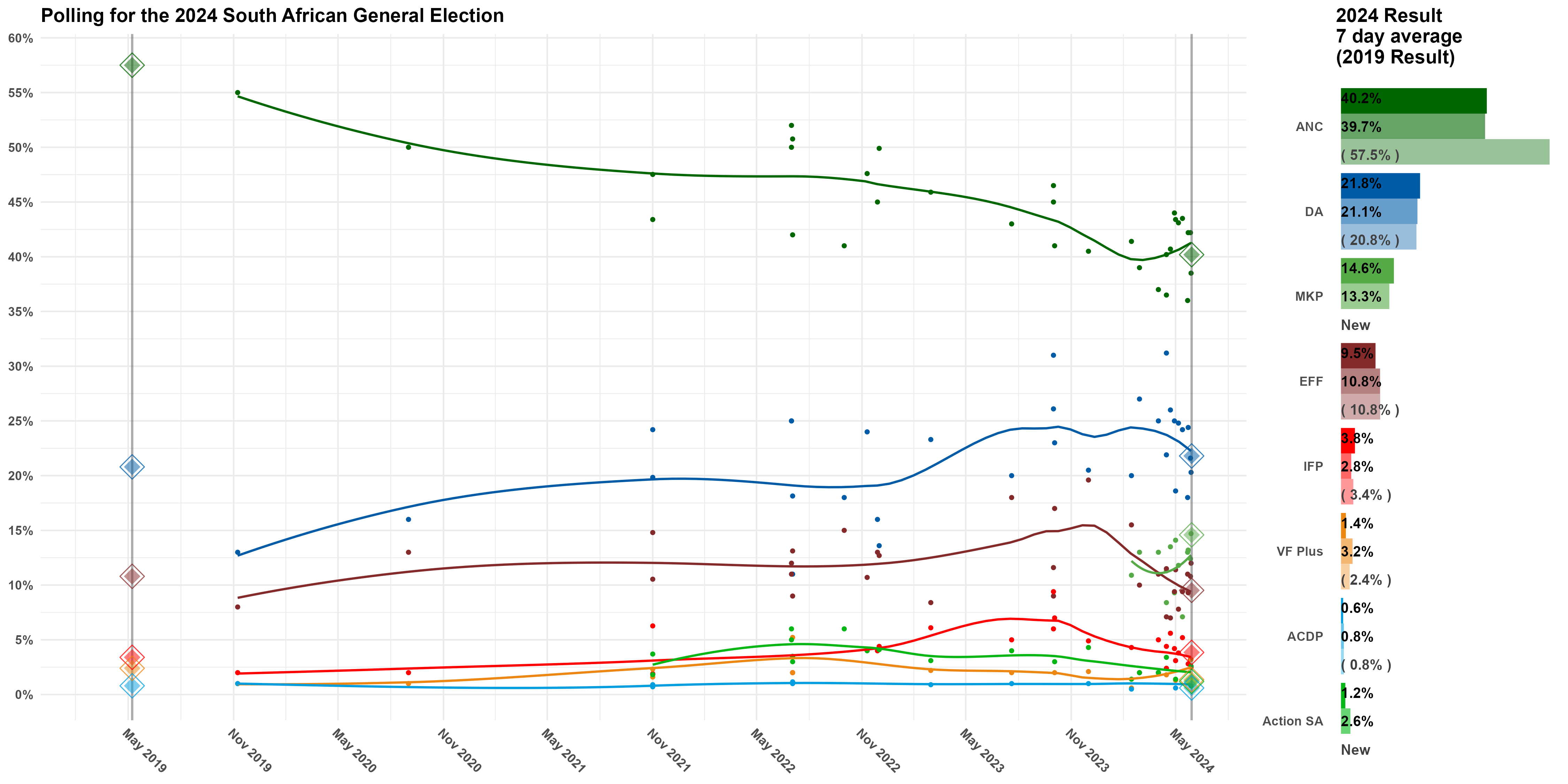
2024年南非大選民意調查的支持度曲線

## 選舉結果

### 選區結果一覽
| 政黨 | 非洲人國民大會  | 民主聯盟      | 民族之矛    | 經濟自由鬥士    | 因卡塔自由黨        | 爱国联盟    | 自由陣線加        | 行動聯盟      |
| 政黨 |                 |               |             |                 |                     |             |                   |               |
| 黨魁 | 西里爾·拉瑪佛沙 | 約翰·斯廷黑森 | 雅各布·祖马 | 朱利葉斯·馬勒馬 | 韋倫科西尼·赫拉比薩 | 蓋頓·麥肯齊 | 彼得·格羅內瓦爾德 | 赫爾曼·馬沙巴 |
| 黨魁 |                 |               |             |                 |                     |             |                   |               |
| 席位 | 159 (39.75%)    | 87 (21.75%)   | 58 (14.50%) | 39 (9.75%)      | 17 (4.25%)          | 9 (2.25%)   | 6 (1.50%)         | 6 (1.50%)     |
| 席位 | 159 / 400       | 87 / 400      | 58 / 400    | 39 / 400        | 17 / 400            | 9 / 400     | 6 / 400           | 6 / 400       |

### 選後議席
| 159            | 87       | 17           | 40       | 39           | 58       |
| 非洲人國民大會 | 民主聯盟 | 因卡塔自由黨 | 其他政黨 | 經濟自由戰士 | 民族之矛 |

### 政黨席次一覽
政黨席次率
政黨得票率(全國選票)
政黨得票率(地區選票)
| 政党                                                | 政党                   | 全國選票   | 全國選票 | 全國選票 | 全國選票 | 地區選票   | 地區選票 | 地區選票 | 地區選票 | 总席数 | +/– |  |
| 政党                                                | 政党                   | 票数       | %        | +/–      | 议席     | 票数       | %        | +/–      | 议席     | 总席数 | +/– |  |
| --------------------------------------------------- | ---------------------- | ---------- | -------- | -------- | -------- | ---------- | -------- | -------- | -------- | ------ | --- |  |
|                                                     | 非洲人國民大會         | 6,459,683  | 40.18    | ▼17.32   | 73       | 6,231,519  | 39.38    | —        | 86       | 159    | ▼71 |  |
|                                                     | 民主聯盟               | 3,505,735  | 21.81    | ▲1.04    | 42       | 3,439,272  | 21.74    | —        | 45       | 87     | ▲3  |  |
|                                                     | 民族之矛               | 2,344,309  | 14.58    | New      | 31       | 2,237,877  | 14.14    | —        | 27       | 58     | New |  |
|                                                     | 經濟自由鬥士           | 1,529,961  | 9.52     | ▼1.28    | 17       | 1,556,965  | 9.84     | —        | 22       | 39     | ▼5  |  |
|                                                     | 因卡塔自由黨           | 618,207    | 3.85     | ▲0.47    | 8        | 688,570    | 4.35     | —        | 9        | 17     | ▲3  |  |
|                                                     | 爱国联盟               | 330,425    | 2.06     | ▲2.02    | 5        | 345,880    | 2.19     | —        | 4        | 9      | ▲9  |  |
|                                                     | 自由陣線加             | 218,850    | 1.36     | ▼1.02    | 4        | 234,477    | 1.48     | —        | 2        | 6      | ▼4  |  |
|                                                     | 行動聯盟               | 192,373    | 1.20     | New      | 4        | 219,477    | 1.39     | —        | 2        | 6      | New |  |
|                                                     | 非洲基督教民主黨       | 96,575     | 0.60     | ▼0.24    | 3        | 93,581     | 0.59     | —        | 0        | 3      | ▼1  |  |
|                                                     | 聯合民主運動           | 78,448     | 0.49     | ▲0.04    | 2        | 85,618     | 0.54     | —        | 1        | 3      | ▲1  |  |
|                                                     | 向南崛起               | 67,975     | 0.42     | New      | 1        | 70,142     | 0.44     | —        | 1        | 2      | New |  |
|                                                     | 建設南非               | 65,912     | 0.41     | New      | 2        | 69,020     | 0.44     | —        | 0        | 2      | New |  |
|                                                     | 非洲轉型運動           | 63,554     | 0.40     | –0.04    | 2        | 66,831     | 0.42     | —        | 0        | 2      | ━   |  |
|                                                     | 團結一致               | 39,067     | 0.24     | ▲0.06    | 2        | 53,337     | 0.34     | —        | 0        | 2      | ▲1  |  |
|                                                     | 全國有色人種大會       | 37,422     | 0.23     | New      | 1        | 47,178     | 0.30     | —        | 1        | 2      | New |  |
|                                                     | 阿扎尼亞泛非主義者大會 | 36,716     | 0.23     | ▲0.04    | 1        | 40,788     | 0.26     | —        | 0        | 1      | ━   |  |
|                                                     | 非洲聯合轉型           | 35,679     | 0.22     | New      | 1        | 32,185     | 0.20     | —        | 0        | 1      | New |  |
|                                                     | GOOD黨                 | 29,501     | 0.18     | ▼0.22    | 1        | 36,103     | 0.23     | —        | 0        | 1      | ▼1  |  |
|                                                     | 其餘政黨               | 326,327    | 2.03     | 0.00     | 0        | 255,273    | 1.61     | —        | 0        | 0      | 0   |  |
|                                                     | 無黨籍                 |            |          |          |          | 19,304     | 0.12     |          | 0        | 0      | New |  |
| 总共                                                | 总共                   | 16,076,719 | 100.00   | –        | 200      | 15,823,397 | 100.00   | –        | 200      | 400    | 0   |  |
|                                                     |                        |            |          |          |          |            |          |          |          |        |     |  |
| 有效票数                                            | 有效票数               | 16,076,719 | 98.69    |          |          | 15,823,397 | 99.02    |          |          |        |     |  |
| 无效及空白票数                                      | 无效及空白票数         | 213,437    | 1.31     |          |          | 156,834    | 0.98     |          |          |        |     |  |
| 总票数                                              | 总票数                 | 16,290,156 | 100.00   |          |          | 15,980,231 | 100.00   |          |          |        |     |  |
| 已登记选民／投票率                                  | 已登记选民／投票率     | 27,782,081 | 58.64    |          |          | 27,782,081 | 57.52    |          |          |        |     |  |
| 资料来源：Electoral Commission of South Africa, IOL |                        |            |          |          |          |            |          |          |          |        |     |  |

#### 全國省務會
大選結果公布後，各省級議會於 6 月 13 日和 14 日陸續召開會議，選出新一屆全國省務會代表團，並於 6 月 15 日正式召開全國省務會首次會議。以下表格詳列各代表團的構成情況。
值得注意的是，在 2024 年大選後，全國省務會 54 名常任代表中，女性比例達 44%，顯示性別代表性在本屆有所提升。
| 政黨     | 政黨           | 議員所屬類型 | EC | FS | G  | KZN | L  | M  | NW | NC | WC | 合計 | 合計 |
| -------- | -------------- | ------------ | -- | -- | -- | --- | -- | -- | -- | -- | -- | ---- | ---- |
|          | 非洲人國民大會 | 常任代表     | 3  | 3  | 2  | 1   | 4  | 3  | 4  | 3  | 1  | 24   | 43   |
| 特別代表 | 非洲人國民大會 | 3            | 2  | 2  | 1  | 4   | 2  | 2  | 2  | 1  | 19 |      | 43   |
|          | 民主聯盟       | 常任代表     | 1  | 1  | 2  | 1   | 1  | 1  | 1  | 1  | 3  | 12   | 20   |
| 特別代表 | 民主聯盟       | 1            | 1  | 1  |    |     |    | 1  | 1  | 3  | 8  |      | 20   |
|          | 經濟自由戰士   | 常任代表     | 1  | 1  | 1  |     | 1  | 1  | 1  | 1  | 1  | 8    | 10   |
| 特別代表 | 經濟自由戰士   |              |    |    |    |     | 1  | 1  |    |    | 2  |      | 10   |
|          | 民族之矛       | 常任代表     |    |    | 1  | 3   |    | 1  |    |    |    | 5    | 9    |
| 特別代表 | 民族之矛       |              | 1  |    | 2  |     | 1  |    |    |    | 4  |      | 9    |
|          | 自由陣線加     | 常任代表     |    | 1  |    |     |    |    |    | 1  |    | 2    | 2    |
| 特別代表 | 自由陣線加     |              |    |    |    |     |    |    |    |    | 0  |      | 2    |
|          | 因卡塔自由黨   | 常任代表     |    |    |    | 1   |    |    |    |    |    | 1    | 2    |
| 特別代表 | 因卡塔自由黨   |              |    |    | 1  |     |    |    |    |    | 1  |      | 2    |
|          | 爱国联盟       | 常任代表     |    |    |    |     |    |    |    |    | 1  | 1    | 2    |
| 特別代表 | 爱国联盟       |              |    |    |    |     |    |    | 1  |    | 1  |      | 2    |
|          | 聯合民主運動   | 常任代表     | 1  |    |    |     |    |    |    |    |    | 1    | 1    |
| 特別代表 | 聯合民主運動   |              |    |    |    |     |    |    |    |    | 0  |      | 1    |
|          | 行動聯盟       | 常任代表     |    |    |    |     |    |    |    |    |    | 0    | 1    |
| 特別代表 | 行動聯盟       |              |    | 1  |    |     |    |    |    |    | 1  |      | 1    |
| 合計     | 合計           | 合計         | 10 | 10 | 10 | 10  | 10 | 10 | 10 | 10 | 10 | 90   | 90   |

### 省立法機構
非洲人國民大會在全國九個省份中贏得七個，其中五個省份獲得過半數支持，唯獨在北開普省和豪登省僅取得相對多數。在最北端的林波波省，非洲人國民大會表現最為亮眼，拿下近四分之三的選票。民主聯盟則成功保住西開普省，延續其長達 15 年的執政歷史。值得注意的是，新成立的民族之矛成功翻轉誇夸祖魯-納塔爾省，從非洲人國民大會手中奪下 37 席（共 80 席），取得相對多數。這次省級選舉後，女性在省級立法機構中的平均代表比例為 44%，在省級行政機構中則達 47%。然而，在九位省長中，僅有兩位女性；而在九位省議會議長中，則僅有兩位為男性。
|                        |      |                |          |          |              |              |          |            |          |          |  |
| 區域                   | 席次 |                |          |          |              |              |          |            |          |          |  |
| 區域                   | 席次 | 非洲人國民大會 | 民主聯盟 | 民族之矛 | 經濟自由鬥士 | 因卡塔自由黨 | 爱国联盟 | 自由陣線加 | 行動聯盟 | 其餘政黨 |  |
|                        |      |                |          |          |              |              |          |            |          |          |  |
| 東開普省 (詳情)        | 72   | 45             | 11       | 1        | 8            | 0            | 2        | 1          | 0        | 4        |  |
|                        |      |                |          |          |              |              |          |            |          |          |  |
| 自由邦省 (詳情)        | 30   | 16             | 7        | 1        | 4            | 0            | 0        | 1          | 0        | 1        |  |
|                        |      |                |          |          |              |              |          |            |          |          |  |
| 豪登省 (詳情)          | 80   | 28             | 22       | 8        | 11           | 1            | 2        | 2          | 3        | 3        |  |
|                        |      |                |          |          |              |              |          |            |          |          |  |
| 誇祖魯-納塔爾省 (詳情) | 80   | 14             | 11       | 37       | 2            | 15           | 0        | 0          | 0        | 1        |  |
|                        |      |                |          |          |              |              |          |            |          |          |  |
| 林波波省 (詳情)        | 64   | 48             | 4        | 1        | 9            | 0            | 0        | 1          | 0        | 1        |  |
|                        |      |                |          |          |              |              |          |            |          |          |  |
| 普馬蘭加省 (詳情)      | 51   | 27             | 6        | 9        | 7            | 0            | 0        | 1          | 1        | 0        |  |
|                        |      |                |          |          |              |              |          |            |          |          |  |
| 北開普省 (詳情)        | 30   | 15             | 7        | 0        | 4            | 0            | 3        | 1          | 0        | 0        |  |
|                        |      |                |          |          |              |              |          |            |          |          |  |
| 西北省 (詳情)          | 38   | 23             | 5        | 1        | 7            | 0            | 0        | 1          | 1        | 0        |  |
|                        |      |                |          |          |              |              |          |            |          |          |  |
| 西開普省 (詳情)        | 42   | 8              | 24       | 0        | 2            | 0            | 3        | 1          | 0        | 4        |  |
| 南非 (總共) (詳情)     | 487  | 224            | 86       | 58       | 54           | 16           | 10       | 9          | 5        | 14       |  |

## 選後分析
| 政黨得票率(比例代表)                                                                    |
| --------------------------------------------------------------------------------------- |
| 非洲人國民大會 民主聯盟 民族之矛 經濟自由鬥士 因卡塔自由黨 愛國聯盟 自由陣線加 領先政黨 |

此次選舉標誌著非洲人國民大會長期統治的重大轉折點。僅取得40%選票的非洲國民大會，失去了自1994年以來的議會多數地位，並在北開普省和豪登省失利，更在夸祖魯-納塔爾省被新興的民族之矛擊敗。在海外選民中，民主聯盟以壓倒性優勢贏得75.23%的選票，並鞏固了對西開普省的執政地位。
國民議會及夸祖魯-納塔爾省、豪登省和北開普省均未出現整體多數黨。在夸祖魯-納塔爾省，民族之矛成為得票最多的政黨，非洲人國民大會首次自2004年以來淪為第二大黨。非洲人國民大會的支持流失主要轉向民族之矛，而民主聯盟則有小幅增長，經濟自由鬥士則遭遇一定程度的支持下滑。儘管議會格局發生了劇烈變化，但女性議員比例仍維持在45%，與2019年相同。

## 新一届政府组建
在計票過程中，非洲人國民大會表示，其領導層將於5月31日召開會議，以「反思對國家有益的方向」。民主聯盟的領袖約翰·斯廷黑森則指出，選舉結果顯示南非正邁向「聯合政府時代」，並表示願意與非洲人國民大會合作，但強調需先徵詢《多黨憲章》其他簽署方的意見。與此同時，民主聯盟警告稱，由非洲人國民大會、民族之矛和經濟自由鬥士組成的政府將是一個「末日聯盟」，將重蹈以往政策失敗的覆轍。經濟自由戰士的朱利葉斯·馬勒馬認為，這次選舉結果宣告了非洲人國民大會「獨占執政地位的終結」，並表示願與非洲人國民大會展開聯合政府的談判。爱国联盟的蓋頓·麥肯齊則形容非洲人國民大會與民主聯盟的聯盟如同「拉斯維加斯兩名醉酒人士的婚姻」，認為這種合作難以維持。
非洲人國民大會全國主席格維德·曼塔謝表示，該黨已開始與其他政黨進行非正式會談，商討可能的聯合政府方案。6月2日，非洲人國民大會秘書長菲基萊·姆巴盧拉宣布正式啟動談判，並指出該黨已聽取民意，對選舉結果感到「謙卑」。姆巴盧拉同時強調，非洲人國民大會將拒絕其他政黨要求總統西里爾·拉馬福薩辭職的條件。當日稍晚，拉馬福薩在選後首次公開聲明中呼籲各政黨克服分歧，尋求「共同基礎」，以推動聯合政府的形成。此外，針對夸祖魯-納塔爾省、豪登省和北開普省省級政府的單獨聯合政府談判也被預期展開。
6月4日，非洲人國民大會發布一份內部文件，建議與民主聯盟及因卡塔自由黨組建聯合政府。同時，文件明確指出，不應考慮與經濟自由鬥士或民族之矛結盟。6月5日，非洲人國民大會正式宣布正努力籌建「國家團結政府」。發言人馬倫吉·本古-莫西里表示，該黨已與民主聯盟、經濟自由鬥士及其他三個小型政黨進行討論，但尚未從民主聯盟獲得積極回應。這些討論仍處於初期階段，非洲人國民大會強調其目的是建立「國家團結政府」，而非僅尋求正式聯盟。
6月6日，民主聯盟確認正與非洲人國民大會進行談判。6月12日，因卡塔自由黨表示願意加入包括非洲人國民大會和民主聯盟在內的團結政府。6月13日，非洲人國民大會宣布已與民主聯盟及其他幾個政黨在建立國家團結政府的「基本原則」上達成共識，並將於6月14日公布具體框架。
6月14日，民主聯盟領袖斯蒂恩海森宣布，民主聯盟已與非洲人國民大會達成聯合政府協議，並表示支持拉馬福薩連任總統。爱国联盟也表態支持這項協議。非洲人國民大會秘書長姆巴盧拉確認了此協議，並稱其為「一個非凡的進展」。
聯合政府的「基本」原則於2024年6月17日通過一份名為《意向聲明》的書面協議確立，該協議被視為推動大聯合政府的關鍵文件。
此外，6月6日，行動聯盟宣布退出《多黨憲章》，理由是部分成員政黨考慮與非洲人國民大會合作，違反了憲章協議。此舉使《多黨憲章》在400席國民議會中的席次從119席減至113席。

### 國民議會第一次會議
6月10日，首席大法官雷蒙德·佐多宣布，新一屆國民議會將於6月14日首次召開會議，屆時將選舉國會議長與總統。該會議如期舉行，會上，非洲人國民大會提名的坦迪·莫迪斯以284票對49票擊敗經濟自由鬥士提名的維羅妮卡·門特，當選國會議長。同日，國民議會以283票對54票的結果，重新選舉拉馬福薩為南非總統，他成功擊敗經濟自由鬥士領袖馬萊馬。
此外，民主聯盟的安內莉·洛特列特當選國會副議長，以273票對54票擊敗非洲轉型運動的武尤·宗古拉。洛特列特成為自1994至1996年間巴德拉·蘭喬德擔任副議長以來，首位出任該職位的非非洲人國民大會成員。
同日，非洲人國民大會、民主聯盟、因卡塔自由黨及愛國聯盟達成協議，共同組建國家團結政府，並再次選舉拉馬福薩為總統。拉馬福薩於6月19日宣誓就職，內閣組成的相關談判仍在進行中。